# 白南准
白南準（韓語：백남준，Nam June Paik；1932年7月20日—2006年1月29日），韩裔美国艺术家。他运用多种不同媒介，并被认为是影像艺术的开创者。他也被认为是第一个用“电子高速公路”（"electronic super highway"）一词来描述电子通信的未来的人。

## 生平
1932年白南準生于日治朝鲜的京城府（现首尔），是家中五名子女中最小的一个。他的父亲（2012年被曝曾是一名亲日派，勾结当时占领朝鲜的日本政府）拥有一家大型纺织厂。他长大时，曾学习古典音乐钢琴弹奏。1949年因朝鲜战争随家人逃离朝鲜半岛，在香港读完高中后，1950年代到东京大学学习音乐史艺术史和哲学。1956年，白南準于东京大学毕业，获得美学学士学位，他的毕业论文研究了作曲家阿诺德·勋伯格。同年赴联邦德国慕尼黑大学就读，跟随 格奧吉亞底斯学习音乐史。在德国期间，他结识美国前卫艺术家约翰·凯奇，作曲家卡尔海因茨·施托克豪森，觀念藝術家莎朗．葛瑞斯，以及乔治·马修纳斯，约瑟夫·博伊斯和沃尔夫·福斯特尔。他自1962年起是实验艺术运动激浪派的一员。

## 作品

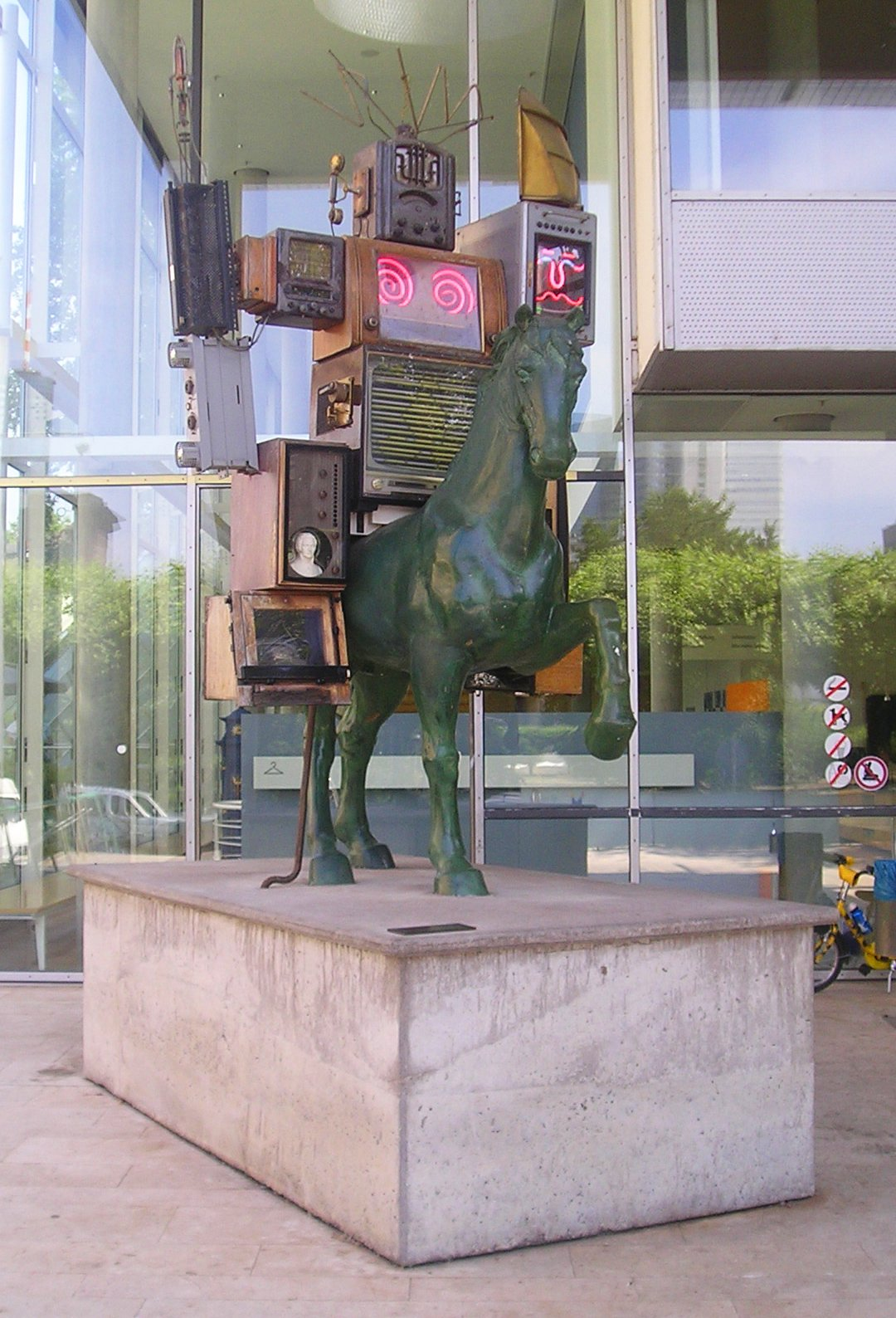
作品Pre-Bell-Man，慕尼黑 'Museum für Kommunikation' 博物馆前

在德期间，白南準开始参与激浪派，一种受新达达主义影响的艺术运动。激浪派艺术灵感来源于作曲家约翰·凯奇以及他在音乐中对日常声音和噪音的运用。
1963年，德国乌波塔（Wuppertal）的帕纳斯艺廊（Galerie Parnass）举办了他的首个个展，名为音乐-电子电视展览（EXPosition of music-ELectronic television）。在展览中，他将电视机散落地布置在画廊各处，并用磁铁来扭曲电视机的影像。
约翰·凯奇建议白南準研究东方音乐和东方宗教。1963-64年间，工程师 Hideo Uchida 和 Shuya Abe 向白南準演示了如何干涉彩色电视机里电子的流动，他们合作发明了 Abe-Paik 视频合成器（Abe-Paik video synthesizer），并成为白南準此后涉及电视机的作品中的一个关键元素。 
1964年，白南准移居纽约，并开始与大提琴演奏家夏洛特·摩尔曼（Charlotte Moorman）合作以整合他的影像、音乐及行为艺术。白南准在接下来的数年中与摩尔曼合作了许多有名的作品和表演，著名的有「Opera Sextronique」（1967）、“电视大提琴（TV Cello）”（1971）、“为了活体雕塑的电视胸罩（TV Bra for living sculpture）”（1969）。在“电视大提琴”中，两人将电视机堆叠成一台大提琴的形状。当摩尔曼“演奏”由电视组成的“大提琴”时，电视上出现她和其他大提琴手演奏大提琴的图像。
1965年，白南准在购买了一台索尼TCV-2010。TCV-2010是世界上第一台消费级的录像设备。白南准用这台录像机拍摄电视广播节目，并在此过程中操纵、控制节目的质量以及录像磁带本身。 1967年，索尼发布了首台由便携式电源和手持摄像机组成的可携带录像设备 Portapak。Portapak 让白南准得以一边移动一边拍摄录像。
1984年白南准创作了他极其著名的作品之一“早安，奥维尔先生（Good_Morning, Mr. Orwell）”。
1998年获得京都奖。
1996年他罹患脑血栓，仍坚持创作，甚至在九一一事件后仍不断推出作品。白南准的电视装置作品具有高度的雕塑性，著名的作品有《全球林》（1973）、《电视花园》（TV Garden）（1974）、《双向拱》（1985）等。

## 外部連結
- Official Website of Nam June Paik
- Nam June Paik Archive at the Smithsonian American Art Museum
- Nam June Paik Art Center at Google Cultural Institute （页面存档备份，存于）
- 9/23 Paik-Abe videosynthesizer performance （页面存档备份，存于） from WGBH New Television Workshop archives, features short clip
- Electronic Arts Intermix includes a biography and description of major works
- Nam June Paik biography @ MedienKunstNetz （页面存档备份，存于）
- Nam June Paik at the Museo Vostell Malpartida （页面存档备份，存于）
- Nam June Paik at the museum FLUXUS+
- "Father of Video Art Paik Nam-june Dies" （页面存档备份，存于）, The Chosun Ilbo, January 30, 2006.
- Nam June Paik in the Video Data Bank
- Nam June Paik on Ubu Film （页面存档备份，存于）
- 白南准在互联网电影资料库（IMDb）上的資料（英文）
- Tate: TateShots: Nam June Paik. 2011.
- Nam June Paik in UbuWeb Sound （页面存档备份，存于）